# Märta Holkers
Märta Holkers, född 1946, är svensk kulturjournalist, fackboksförfattare och föreläsare, inriktad på svensk konst och konsthantverk, särskilt konstglas, keramik och silver. 
Märta Holkers har studerat vid Journalisthögskolan i Göteborg (1967) samt Stockholms universitet. Hon är fil. mag. med konstvetenskap och etnologi som huvudämnen.
Märta Holkers har arbetat som reporter på Göteborgs Handels- och Sjöfartstidning och under tio år som producent vid TRU/Utbildningsradion. Mellan 1980 och 1988 var hon informationssekreterare vid Nationalmuseum. Sedan 1988 är hon fri skribent.
Hon har bland annat skrivit den akademiska uppsatsen Gråtande barn. Populära väggdekorationer under 1970-talets slut.